# Bermuda op de Olympische Zomerspelen 1992
Bermuda nam naar deel aan de Olympische Zomerspelen 1992 in Barcelona, Spanje. 

## Resultaten en deelnemers

### Atletiek
| Olympiër         | Discipline             | Resultaat | Prestatie                                                                   |
| ---------------- | ---------------------- | --------- | --------------------------------------------------------------------------- |
| Troy Douglas     | 400m (m)               | 12e       | serie 2: 1e in 46,02 kwartfinale 2: 3e in 45,67 halve finale 1: 6e in 45,59 |
| Brian Wellman    | hink-stap-springen (m) | 5e        | kwalificatie groep B: 4e met 17,16m finale: 5e met 17,24m                   |
| Nick Saunders    | hoogspringen (m)       | DNF       | kwalificatie groep B: geen geldige poging                                   |
|                  |                        |           |                                                                             |
| Dawnette Douglas | 100m (v)               | 41e       | serie 6: 6e in 12,05                                                        |
| Dawnette Douglas | 200m (v)               | 31e       | serie 5: 5e in 25,03                                                        |

### Paardensport
| Olympiër            | Discipline  | Resultaat | Prestatie |
| Dressuur            | Dressuur    | Dressuur  | Dressuur |
| ------------------- | ----------- | --------- | --- |
| Suzanne Dunkley     | individueel | 29e       | Grand Prix: 29e met 1460 punten |
| Eventing            |             |           | |
| Nicki DeSousa       | individueel | 45e       | dressuur: 54e met 68,20 strafpunten crosscountry: 53e met 107,60 strafpunten springconcours: 24e met 10 strafpunten totaal: 185,80 strafpunten |
| Mary Jane Tumbridge | individueel | DNF       | dressuur: 21e met 58,40 strafpunten crosscountry: 29e met 55,20 strafpunten springconcours: niet gestart                                       |

### Zeilen
| Olympiër                  | Discipline | Resultaat | Prestatie                           |
| ------------------------- | ---------- | --------- | ----------------------------------- |
| Ray DeSilva Blythe Walker | 470 (m)    | 30e       | 172 punten: (PMS-19-18-21-32-26-20) |
|                           |            |           |                                     |
| Paula Lewin               | Europe (v) | 21e       | 139 punten: (16-19-15-20-16-17-20)  |
|                           |            |           |                                     |
| Jay Kempe Reid Kempe      | tornado    | 20e       | 145 punten: (19-14-19-20-20-DNC-17) |
| Peter Bromby Paul Fisher  | star       | 19e       | 119 punten: (10-20-16-13-15-18-11)  |

### Zwemmen
| Olympiër                                      | Discipline            | Resultaat | Prestatie              |
| --------------------------------------------- | --------------------- | --------- | ---------------------- |
| Geri Mewett                                   | 50m vrije slag (m)    | 44e       | serie 5: 5e in 24,20   |
| Ian Raynor                                    | 50m vrije slag (m)    | 45e       | serie 5: 6e in 24,23   |
| Geri Mewett                                   | 100m vrije slag (m)   | 50e       | serie 4: 3e in 53,14   |
| Ian Raynor                                    | 100m vrije slag (m)   | 51e       | serie 3: 1e in 53,16   |
| Chris Flook                                   | 100m schoolslag (m)   | 33e       | serie 3: 1e in 1.04,93 |
| Chris Flook                                   | 200m schoolslag (m)   | 39e       | serie 2: 2e in 2.24,85 |
| Ian Raynor                                    | 100m vlinderlslag (m) | 56e       | serie 2: 1e in 59,03   |
| Mike Cash Geri Mewett Craig Morbey Ian Raynor | 4x100m vrije slag (m) | 15e       | serie 3: 5e in 3.31,17 |
|                                               |                       |           |                        |
| Jenny Smatt                                   | 100m schoolslag (v)   | 28e       | serie 2: 2e in 1.13,94 |
| Jenny Smatt                                   | 200m schoolslag (v)   | 32e       | serie 1: 2e in 2.42,25 |
| Jenny Smatt                                   | 200m wisselslag (v)   | 38e       | serie 2: 1e in 2.29,29 |

Albanië · Algerije · Amerikaanse Maagdeneilanden · Amerikaans-Samoa · Andorra · Angola · Antigua en Barbuda · Argentinië · Aruba · Australië · Bahama's · Bahrein · Bangladesh · Barbados · België · Belize · Benin · Bermuda · Bhutan · Bolivia · Bosnië en Herzegovina · Botswana · Brazilië · Britse Maagdeneilanden · Bulgarije · Burkina Faso · Canada · Centraal-Afrikaanse Republiek · Chili · China · Chinees Taipei · Colombia · Congo-Brazzaville · Cookeilanden · Costa Rica · Cuba · Cyprus · Denemarken · Djibouti · Dominicaanse Republiek · Duitsland · Ecuador · Egypte · El Salvador · Equatoriaal-Guinea · Estland · Ethiopië · Fiji · Filipijnen · Finland · Frankrijk · Gabon · Gambia · Gezamenlijk team · Ghana · Grenada · Griekenland · Groot-Brittannië · Guam · Guatemala · Guinee · Guyana · Haïti · Honduras · Hongarije · Hongkong · Ierland · IJsland · India · Indonesië · Irak · Iran · Israël · Italië · Ivoorkust · Jamaica · Japan · Jemen · Jordanië · Kaaimaneilanden · Kameroen · Kenia · Koeweit · Kroatië · Laos · Lesotho · Letland · Libanon · Libië · Liechtenstein · Litouwen · Luxemburg · Madagaskar · Malawi · Malediven · Maleisië · Mali · Malta · Marokko · Mauritanië · Mauritius · Mexico · Monaco · Mongolië · Mozambique · Myanmar · Namibië · Nederland · Nederlandse Antillen · Nepal · Nicaragua · Nieuw-Zeeland · Niger · Nigeria · Noord-Korea · Noorwegen · Oeganda · Oman · Oostenrijk · Pakistan · Panama · Papoea-Nieuw-Guinea · Paraguay · Peru · Polen · Portugal · Puerto Rico · Qatar · Roemenië · Rwanda · Saint Vincent‑Grenadines · Salomonseilanden · Samoa · San Marino · Saoedi-Arabië · Senegal · Seychellen · Sierra Leone · Singapore · Slovenië · Soedan · Spanje · Sri Lanka · Suriname · Swaziland · Syrië · Tanzania · Thailand · Togo · Tonga · Trinidad en Tobago · Tsjaad · Tsjecho-Slowakije · Tunesië · Turkije · Uruguay · Vanuatu · Venezuela · Verenigde Arabische Emiraten · Verenigde Staten · Vietnam · Zaïre · Zambia · Zimbabwe · Zuid-Afrika · Zuid-Korea · Zweden · Zwitserland · Onafhankelijke olympische deelnemers